# Pouillon, Marne

Pouillon este o comună în departamentul Marne, Franța. În 2009 avea o populație de 459 de locuitori.